# Husebymadens naturreservat
Husebymaden är ett naturreservat i Alvesta kommun i Kronobergs län.
Detta våtmarksområde är skyddat sedan 1998 och omfattar 130 hektar. Det är beläget 15 km söder om Alvesta, vid sjön Åsnens norra del. Strax norr om reservatet ligger Huseby bruk.

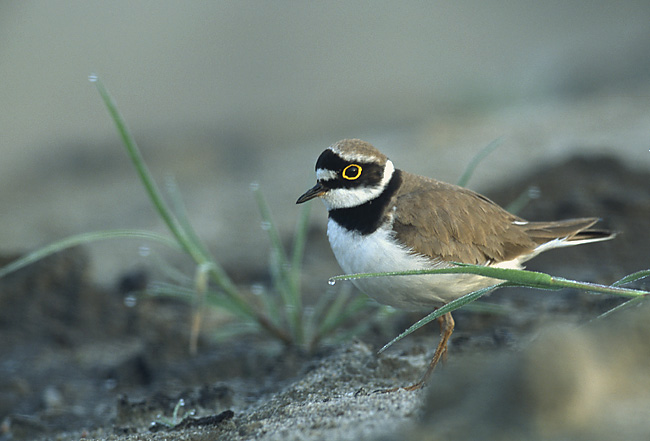
Mindre strandpipare

För att utöka de odlingsbara markerna tömdes området på vatten under 1870-talet. På 1930-talet övergavs jordbruksmarken och det började växa igen. Efter hand har man återskapat våtmarken till gagn för fågellivet. Efter Husebymadens restaurering har en mängd fågelarter börjat häcka i området såsom gräsand, knipa, kricka, årta, bläsand, vigg, knölsvan, grågås, tofsvipa, strandskata, enkelbeckasin, rödbena, mindre strandpipare, sothöna, rörhöna och fisktärna.
I områdets västra del finns åkermark och i söder skogbevuxen hagmark. Där i den södra delen finns ett informationscenter och ett fågeltorn. I söder gränsar naturreservatet till sjön Åsnen och i öster till Mörrumsån som där kallas Huseby å. I det Naturrum som finns på Huseby bruksområde kan besökare få ytterligare information om maden.
Området ingår i EU:s ekologiska nätverk av skyddade områden, Natura 2000. 